# Grammatica da Língua Portuguesa com os Mandamentos da Santa Madre Igreja

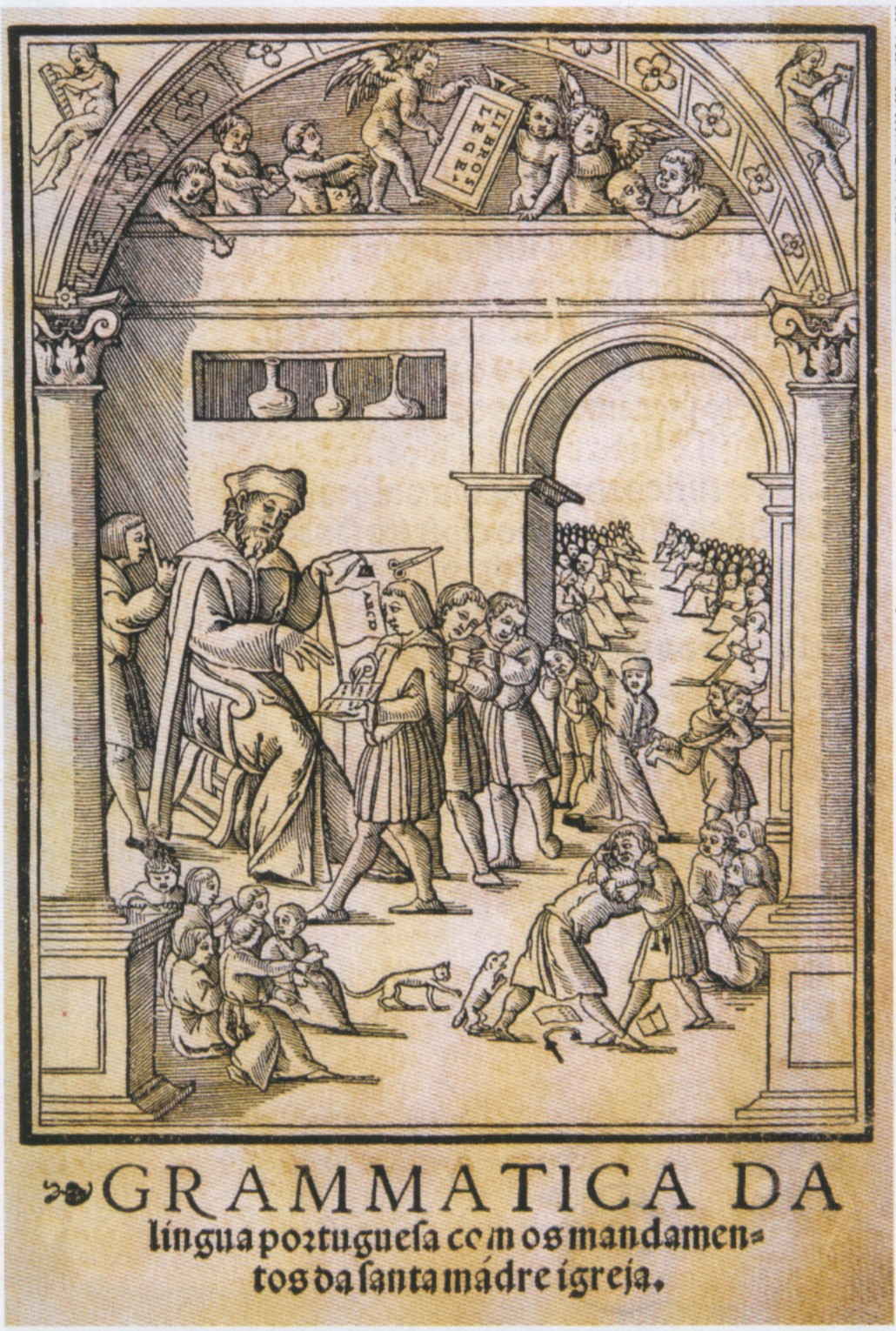
Frontispício da primeira edição da Grammatica
Exemplar da Biblioteca Nacional do Rio de Janeiro

A Grammatica da Língua Portuguesa com os Mandamentos da Santa Madre Igreja é uma obra didática de 1540, de autoria do escritor lusitano renascentista João de Barros.

## Pioneirismo
A Grammatica foi a segunda obra a normatizar a língua portuguesa, tal como falada em seu tempo — precedida apenas pela de Fernão de Oliveira, impressa em 1536 — sendo entretanto considerada a primeira obra didática ilustrada no mundo.
Esta obra também inovou por suas considerações acerca do pronome — que, segundo seu autor, é “uma parte da oração que se põe em lugar do próprio nome, e por isso dissemos que era conjunta com ele por matrimônio e daqui tomou o nome” — bem como por admitir, pela primeira vez, a influência da língua árabe na pronúncia e grafia de muitas palavras. É, assim, uma das obras que estabeleceram as bases do moderno português.

## Características
A Grammatica possui parte dedicada a informar aos jovens aristocratas, a quem a obra se dirigia, também fundamentos básicos da Igreja Católica, contendo em seu bojo os sacramentos, os Dez Mandamentos e as preces principais (como o Pai-nosso e Ave-Maria).
No aspecto gramatical, propriamente, divide-se em quatro partes, referentes à ortografia, à prosódia, à etimologia (no contexto histórico era, em verdade, a moderna morfologia) e, finalmente, a sintaxe. As duas iniciais são sobre as letras, sílabas e acentuação; a terceira trata de classificar as palavras e analisa as flexões (nominais e verbais); a última define sintaxe como “conveniência” entre os itens que compõem a oração — nesta acrescentando dois capítulos referentes aos barbarismos e à análise detalhada da ortografia.

## Ilustrações
As imagens constituem-se num recurso didático adicional introduzido por Barros, algo até então inédito nas obras dedicadas à educação. A folha de rosto era gravada em madeira, e as figuras do texto, com as letras em estilo gótico, foram feitas por xilogravura.

## Excertos
Alguns conceitos contidos na "Grammatica", e que refletem as idéias construídas, adaptadas ou até copiadas, por João de Barros, algumas delas incorporadas às conceituações posteriores e ainda vigentes:
- "sílaba é ajuntamento de uma vogal com uma e duas e às vezes três consoantes que juntamente fazem uma só voz".
- "E assim temos esta letra ç que parece ser inventada para pronunciação hebraica ou mourisca."
- "Nome próprio é aquele que se não pode atribuir a mais que a uma só cousa, como este nome Lisboa — por ser próprio desta cidade e não convém a Roma"
- "Como o rei, por razão de alteza de seu ofício, se pode chamar quase divino, em comparação de seu povo (posto que todos sejam da massa dos quatro elementos), assim estes nossos dois reis — nome e verbo"
- "Temos em nossa linguagem cinco tempos [verbais] como os Latinos: presente, passado por acabar, passado acabado, passado mais que acabado e vindouro, ou futuro."
- "Enigma quer dizer escura pergunta, da qual usamos quando se diz alguma cousa por escuras palavras e semelhanças, como as adivinhações que jogam os meninos. Ainda o pai não é nado,[6] já o filho anda pelo telhado, que se entende pelo fumo, primeiro que se o fogo acenda."
- "Esta palavra ortografia é grega; quer dizer ciência de escrever direitamente. "

### A letra "N"
(mantida a grafia original)
- Ésta lêtera N àçerca de nós sérve no prinçípio e fim da sílaba e nunca em fim de diçám, porque nam temos párte que se acábe nele, como, pelo contráiro, os Castelhanos em m, nô que somos máis confórmes aos Latinos. E muitas vezes o til ô escusa do seu trabálho quando é final de sílaba, como fáz ao m. Tem máis, que às vezes se quér dobrádo em algu)as dições que reçebemos dos Latinos, como anno.

## Crítica
Para MONTEIRO (op. cit.) existem diversas passagens em que Barros parece plagiar a obra do espanhol Antonio de Nebrija. Apesar de indicar a clara distinção dos propósitos em ambos os autores (Nebrija teria fins doutrinários ou especulativos, enquanto Barros era didático ou normativo), o autor fala em plágio de Barros da obra castelhana quando este trata da quantidade de letras e a distinção em "figura" e "poder" destas. José Pedro Machado teria qualificado esta obra de somenos importância e Silveira Bueno o qualificou de plagiador da obra de Fernão de Oliveira.
Outros autores, porém, são o que relevam esta obra como superior dentre as suas contemporâneas; Estanco Louro a coloca dentre as maiores do século XVI e Maria Leonor Carvalhão Buescu destaca-lhe o papel de "aristocracia mental".

## Para saber mais
- BESSA, J. Rogério F. (1979/80). A “formação de palavras” na visão dos gramáticos portugueses do século XVI. Revista de Letras. Fortaleza, 2/3 (2/1): 32-58.
- LOURO, Estanco (s/d). Gramáticos portugueses do século XVI: F. de Oliveira, J. de Barros, P. de M. de Gândavo, D. N. de Leão. Lisboa, Ressurgimento. 31 p.
- PINTO, Rolando Morel (1962). Gramáticos portugueses do renascimento. Separata da Revista de Portugal. Lisboa, 27:286-303.